# Варус Іван Іванович
Іва́н Іва́нович Ва́рус (5 червня 1926 , Бабин, жудець Чернівці, Румунське королівство  — 11 травня 2021 ) — господарник, учасник Другої світової війни, Почесний ветеран України.

## Біографія
Народився 5 червня 1926 року в с. Бабин, тепер Заставнівський район, Чернівецька область, Україна. Учасник Другої світової війни. Воював у складі 3-го Білоруського фронту, 2-го Забайкальського фронту. Після звільнення у запас працював у системі заготівель у Заставнівському, Садгірському районах, головою сільської ради с. Бабино, головою колгоспів у с. Мигове Вижницького району, ім. О. Кобилянської м. Вашківці.

## Громадська діяльність
- Депутат сільської ради с. Бабино Заставнівського району.
- Депутат Вижницької районної ради депутатів трудящих.
- Голова Вижницької районної ради Організації ветеранів України.

## Відзнаки, нагороди
- Почесний ветеран України.
- Орден Жовтневої революції.
- Орден Вітчизняної війни ІІ ступеня.
- Орден Червоного Прапора.
- Орден «За мужність».
- 19 медалей.